# Troglocarcinus verrilli
Troglocarcinus verrilli är en kräftdjursart som beskrevs av Antoinette Fize och Serene 1957. Troglocarcinus verrilli ingår i släktet Troglocarcinus och familjen Cryptochiridae. Inga underarter finns listade i Catalogue of Life.